# 線紋大吻電鰻
線紋大吻電鰻（学名：Rhamphichthys lineatus）為輻鰭魚綱電鰻目大吻電鰻科的其中一種，為熱帶淡水魚，分布於南美洲烏卡亞利河流域，體長可達54公分，棲息在底中層水域，生活習性不明。
其种加词“Lineatus”意为“有线纹的”。